# Calle 25 de Mayo (San Isidro)
La Calle 25 de Mayo es una de las principales arterias viales de San Isidro, en el Partido de San Isidro, Provincia de Buenos Aires, Argentina es paralela a Avenida Del Libertador  entre Primera Junta Y Roque Sáenz Peña.

## Recorrido
La Calle nace desde la calle Primera Junta, y toda la calle es empedrada es mano única hacia el sur .
En ella se encuentra parte del centro comercial de San Isidro Es de intenso tránsito de vehículos particulares que vienen por La Avenida del Libertador sentido a Capital Federal.
Sobre las veredas, de ambos lados, acompañan a la calle una secuencia de faroles antiguos en homenaje al casco histórico de San Isidro.
Termina en la calle Roque Sáenz Peña enfrente al Club Casi.

## Toponimia
Recibe en Homenaje a la Revolución de Mayo de 1810.